# Somodi-Hornyák Szilárd
Somodi-Hornyák Szilárd művésznevén Távolodó (Kazincbarcika, 1970. szeptember 22. –) magyar „vasárnapi” festőművész, tanár, zenész. Országos szinten is sikeres művész, alkotásai, zenéje és személyisége révén. A Somodi Cseszlovák és az Industrial Funky Junkies együttes alapítója.

## Pályafutása
Nyíregyházán, a Bessenyei György Tanárképző Főiskolán tanult 1991-től 1995-ig. A tanulmányait a Miskolci Egyetemen folytatta, majd 1996 és 1999 között a Magyar Iparművészeti Egyetemen tanult. Később Egerben az Eszterházy Károly Egyetemen szerzett diplomát 2010-ben.
1995-től folyamatosan vesz részt kiállításokon. Társadalomkritikus képeket fest, a humor, az irónia, a férfi és a nő kapcsolata és a mindennapi élet egyszerű dolgai is megjelennek a festményein. Zenei karrierjét számos lemezmegjelenés és lemezbemutató koncert jelezte.
A kazincbarcikai Kodály Zoltán Alapfokú Művészeti Iskola, majd a kazincbarcikai Deák Ferenc Művészeti Szakközépiskola tanára, aki művészeti felnőttoktatással is foglalkozik. 2021 augusztusától a Szalézi Szent Ferenc Gimnázium pedagógusa. A kazincbarcikai és a borsodi kulturális élet egyik meghatározó személyisége.
2014. október 4-én a Mezey István Művészeti Központ ünnepélyes avatásán az alkotók részéről ő mondta az ünnepi beszédet. A kívül-belül megújult épület mellett Mezey Istvánt, mint képzőművészt és lokálpatriótát méltatta.
Alkotói munkám során a szenvedélyt ötvözöm a modern hagyománnyal, és az érzelem-sebészet vágta sebeim expresszív csapongásba taszítanak. Alkotói utazásaim során kalandozom a figurálistól az absztraktig, az elgondolhatatlantól a tabuig a társadalomkritikától az önmegmutatkozásig. 

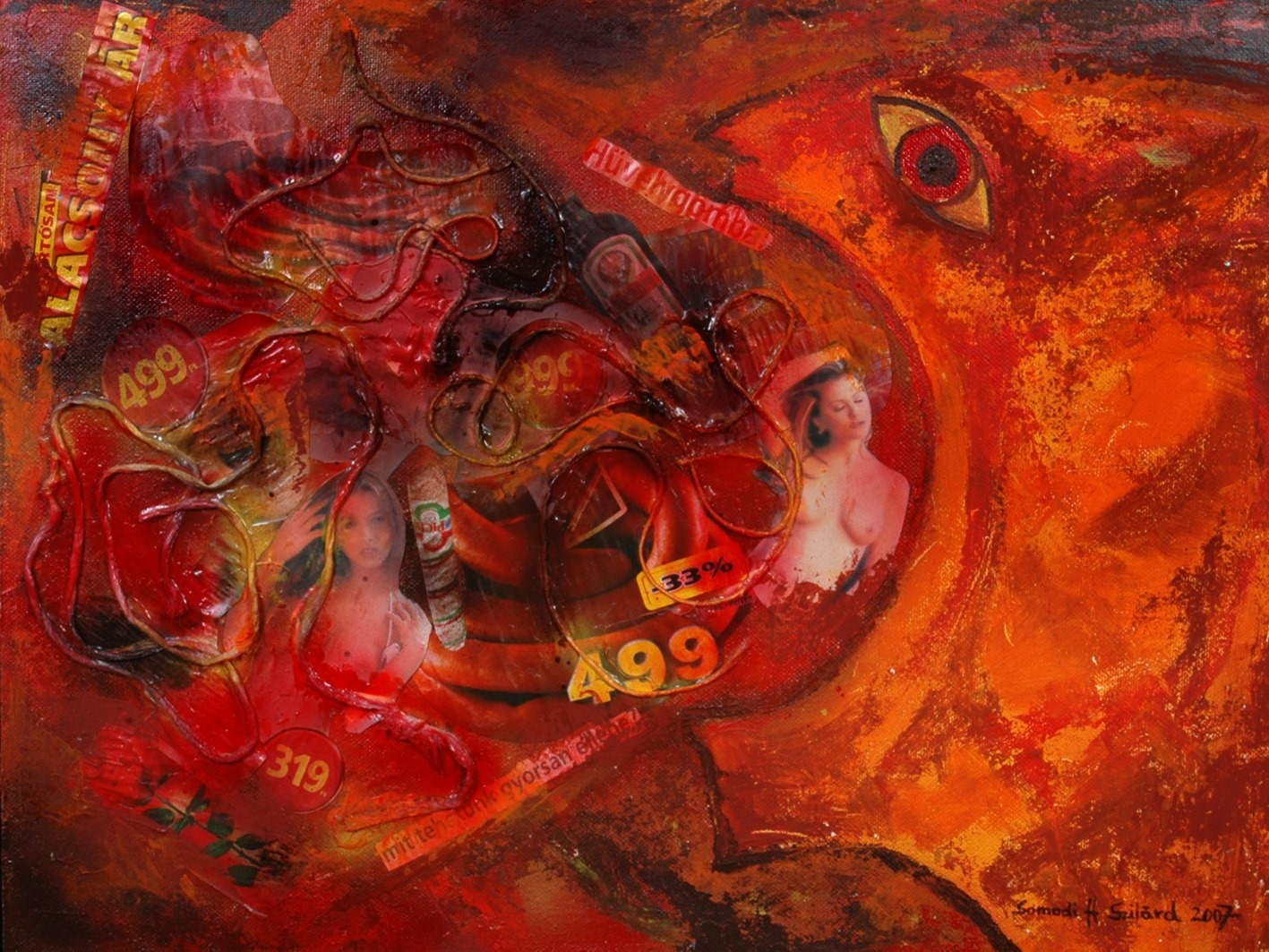
Kamu a műsor, de én beveszem (2007)

A képeim egy része zenei gondolatiságot kívánó vizuális és nyelvi jelek és rendszerek összessége...
Alkalmazott grafikai munkái jelentek meg országos magazinokban, többek között: a Cash Flowban, a Nők Lapjában, a Playboyban, a Strandmagazinban.
Munkásságát elismerve 2022. február 3-án Kazincbarcikán a képviselő-testületi ülést megelőzően vehette át a BarcikArt díjat  Szitka Péter polgármestertől, valamint dr. Makkai Orsolya és Klimon István alpolgármesterektől.

## Művei (válogatás)
- Csirkelábat eszik a nő (2000)

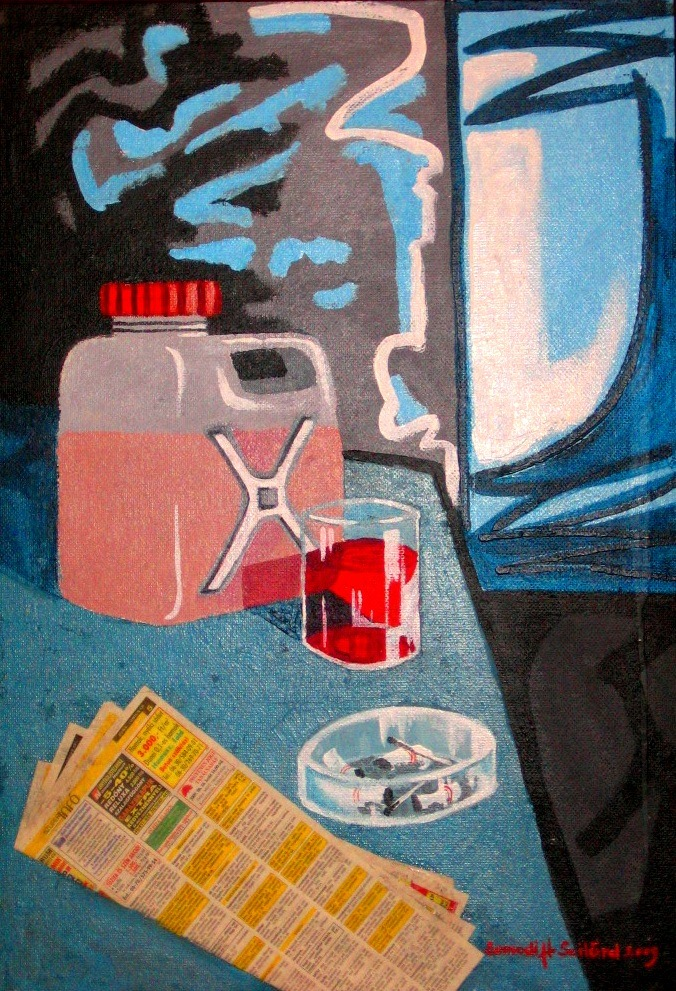
Csendélet pénz nélkül (2009)

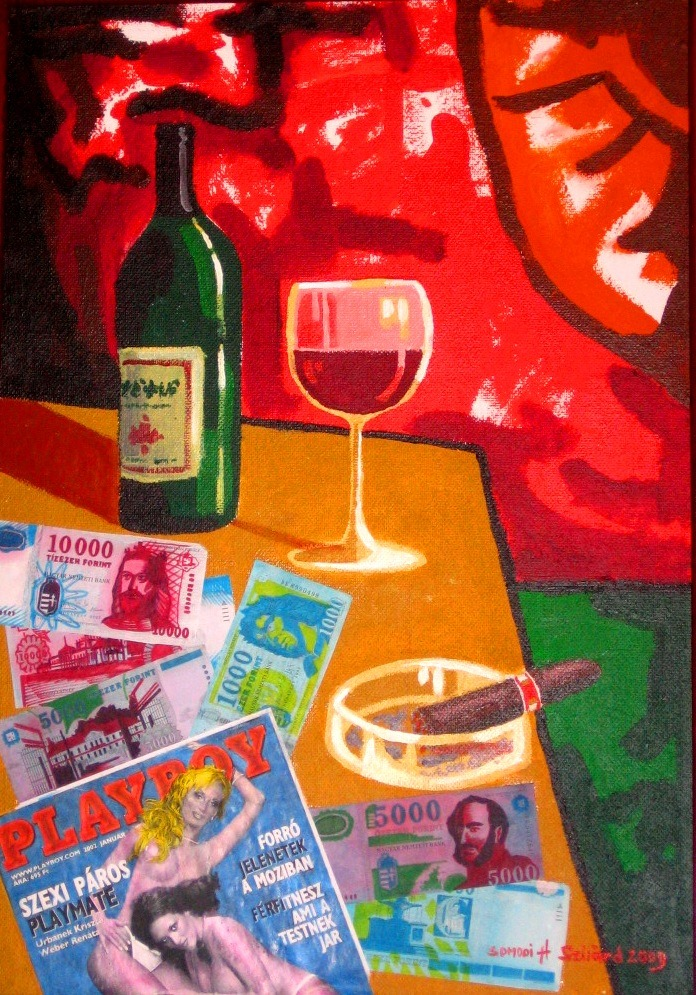
Csendélet pénzzel (2009)

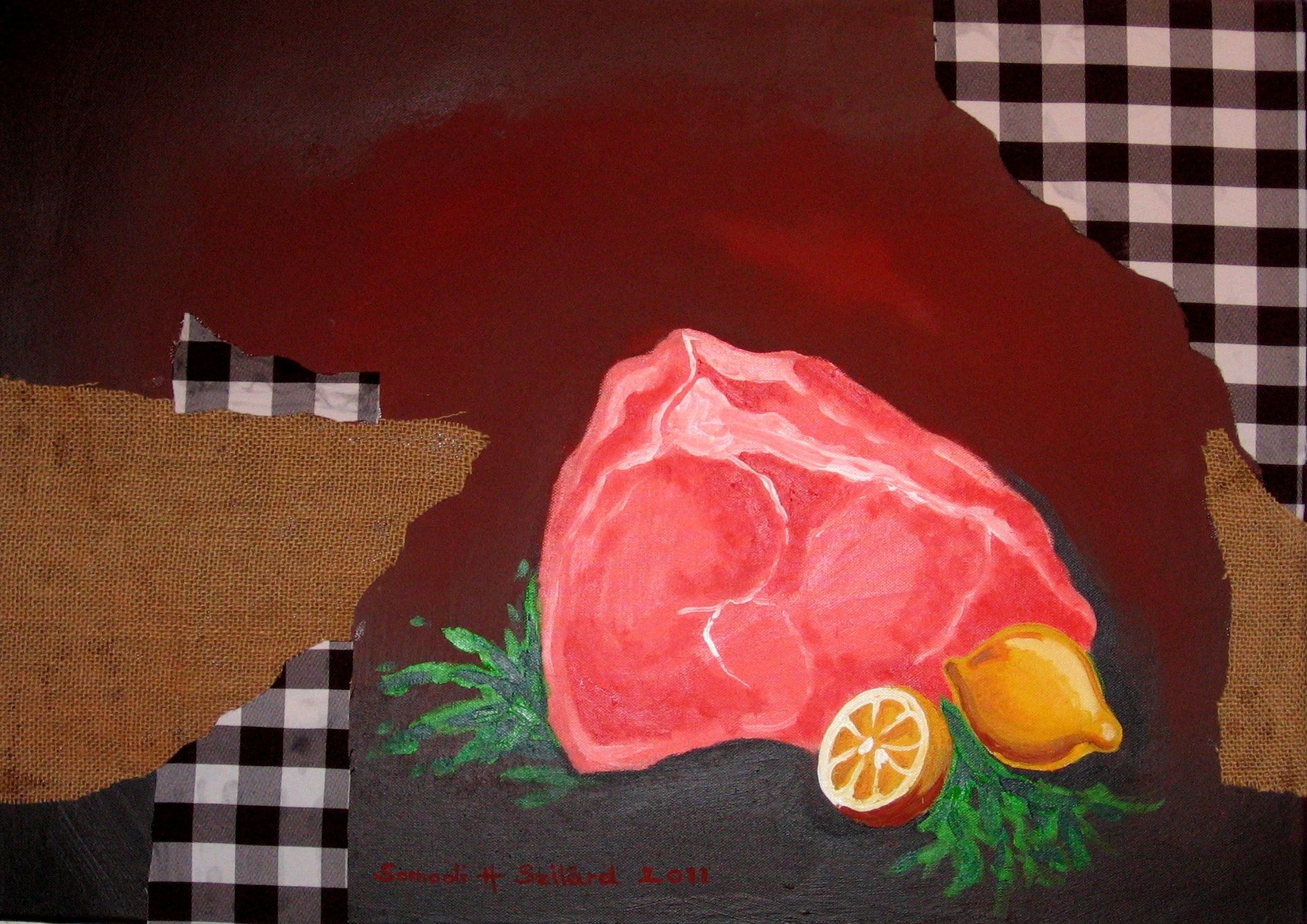
Csendélet akciós sertéslapockával (2011)

- Modern tájban álló nő műanyag pohárral (2001)
- Hófoltot zúzok a sárban (2004)
- A tehén csak egy állat, de a traktor az tudomány (2004)
- Nagymamám, Krasznahorkai Jánosné az utcán összefut Sophia Lorennel (2004)
- Munka után jól esik a projekt (2005)
- Lenin visszarúgja a labdát a gyerekeknek, de közéjük is lövethetett volna (2005)
- Magyaros Madonna (2005)
- Mi választottuk őket, értünk dolgoznak (2005)
- Letérdelni nincs idő (2006)
- Mi van a táskában... (2006)
- A fák meghalnak, de a reklámszatyor tovább él (2006)
- Mindennapi kenyerünket add meg nekünk ma (2006)
- Kamu a műsor, de én beveszem (2007)
- Csendélet pénzzel (2009)
- Csendélet pénz nélkül (2009)
- Adjatok még neki, bírja (2010)
- Osztrák turista magyar műfogsorral (2010)
- Magyar csávó kínai csészéből orosz teát (2010)
- Egy ember megkóstolja a kerítést, de ma sincs kolbászból (2010)
- Most jöttem a falvédőről (2010)
- Csendélet akciós sertéslapockával (2011)
- Kedves barátom Szilárd, segítenél megigazítani az elrontott bikinivonalamat. Frida Kahlora emlékezve (2019)
- Lilith és Éva (2019)
  - KolorCity Kazincbarcika: Rákóczi téri ház (Vajda János út 18-20.)

## Fontosabb egyéni kiállításai
- Budapest (1999)
- Budapest (2000)
- Budapest–Csepel (2009)
- Párizs (2009)
- Budapest, Bárka Színház „A Durva Életbe” (2009)
- Budapest, Simonfay Ügyvédi Iroda (2009)
- Kazincbarcika, Gimi Galéria (2010)
- Budapest, Bárka Színház „Langyos” (2011)
- Budapest, éM2 Open Stúdió (2011)
- Sárospatak (2014)
- Párizs, Önálló (2015)
- Miskolc, Dűlő Étterem (2018)
- Kazincbarcika, Mezey István Művészeti Központ, Porfogó (2019)
- Miskolc, Dűlő Étterem (2020)
- Kazincbarcika, Gimi Galéria (2021)
- KolorCountry Dubicsány, Magtárfesztivál, Kamu a műsor, de én beveszem (2022. augusztus 18.)[5]
- Don Bosco Sportközpont Üveggaléria, Ki nem mondott imák romlanak a szádban! (2023. január 21.)[6]
- Mezey István Művészeti Központ (2025)  Mélyütés; „Emberben a művész, művészben az ember” sorozat[7]

## Válogatott csoportos kiállításai
- Nyíregyháza (1995)
- Kazincbarcika, Kisgaléria (2005)

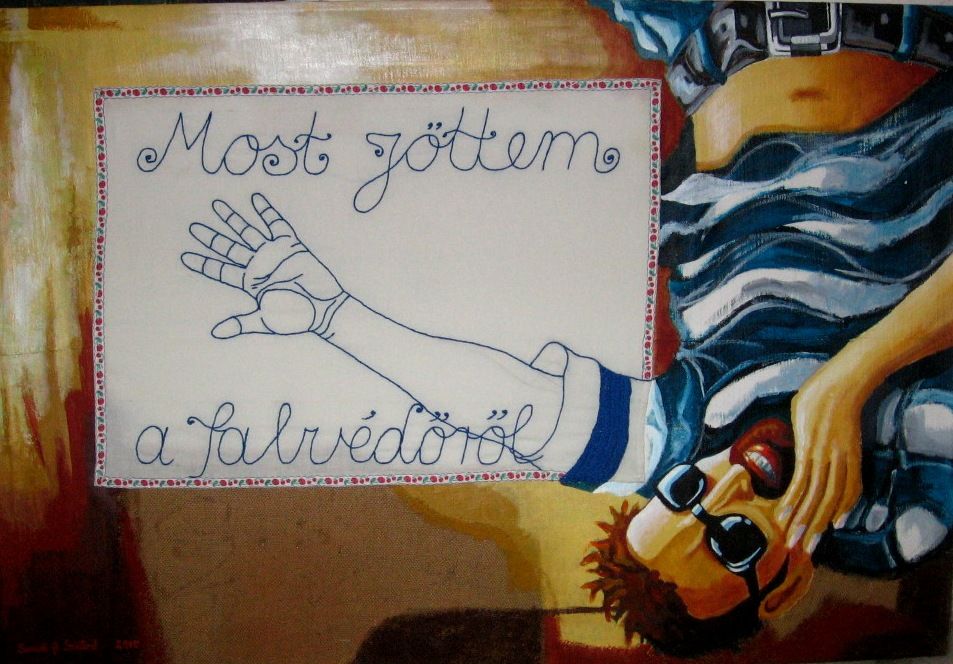
Most jöttem a falvédőről (2010)

- Kazincbarcika, Nyomot hagyunk, KZAMI, Vegyes tárlatka (2008)
- VIII. Borsodi Művészeti Fesztivál, „Modernek egy régi faluban” (2008)
- Kazincbarcika, Kisgaléria, Friss, (2010)
- Eger, Kis Zsinagóga Egri Kortárs Művészeti Kiállítótér (2010)
- Kazincbarcika, „barcikArt” Városi Kiállítóterem (2010)
- VI. Ördögkatlan Fesztivál[8] (2011)
- Kazincbarcika, Kleemax csoport (2011)
- XI. Borsodi Művészeti Fesztivál, Komfort (2011)
- Kazincbarcika, „Képben vagyunk”, Városi Kiállítóterem (2012)
- Kazincbarcika, Mezey István Művészeti Központ, Szín-Vonal (2014)
- Kazincbarcika, Mezey István Művészeti Központ, Esszenciák (2017)
- Kazincbarcika, Mezey István Művészeti Központ, Galéria ”70 (2024)[9]

## Könyvei

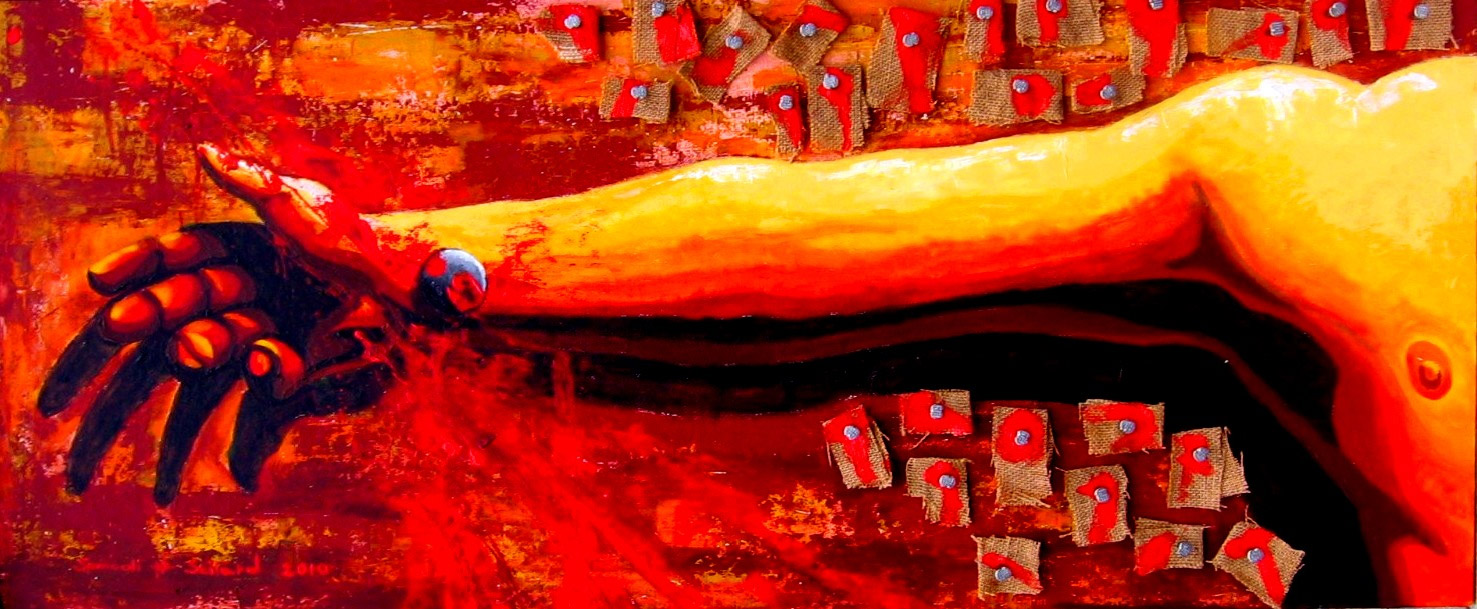
Adjatok még neki, bírja (2010)

- Se vonal, se szín, se ritmus, az, amit gondolok (2007)[10]
  - Képzőművészet itt és most: Képzőművészeti Nemzeti Szalon (2015)
  - Séta a szigeten (társszerző)[11]
  - Benedek Elek: Nagy mesekönyv 3. (Esély, Budapest, 1998, illusztrátor)
  - Úti cél: Kolorcity (Kazincbarcika, 2022, illusztrátor)[12]
  - Kazincbarcika és a művészet – Somodi-Hornyák Szilárd tárlatvezetése (Úti cél: Kolorcity, Kazincbarcika, 2022, 60–67. oldal)
  - Galéria 70 – a Kolorhét kulturális és közéleti havilap különszáma, 2024. 42–43. oldal

## Alkotásaiból

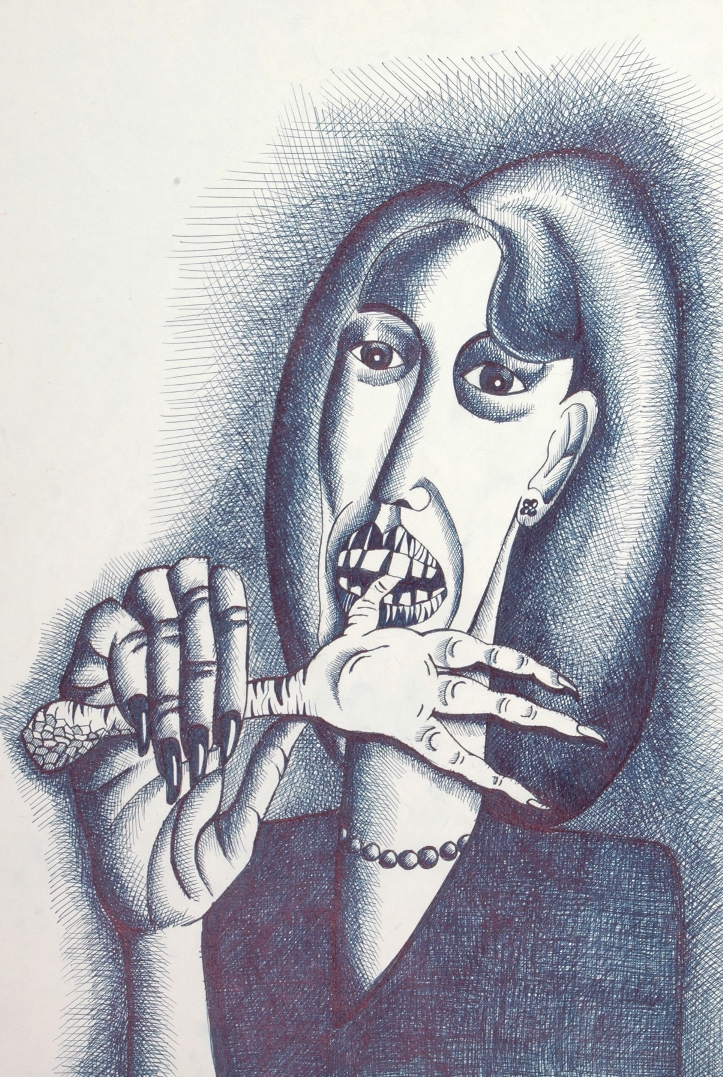
Csirkelábat eszik a nő (2000)
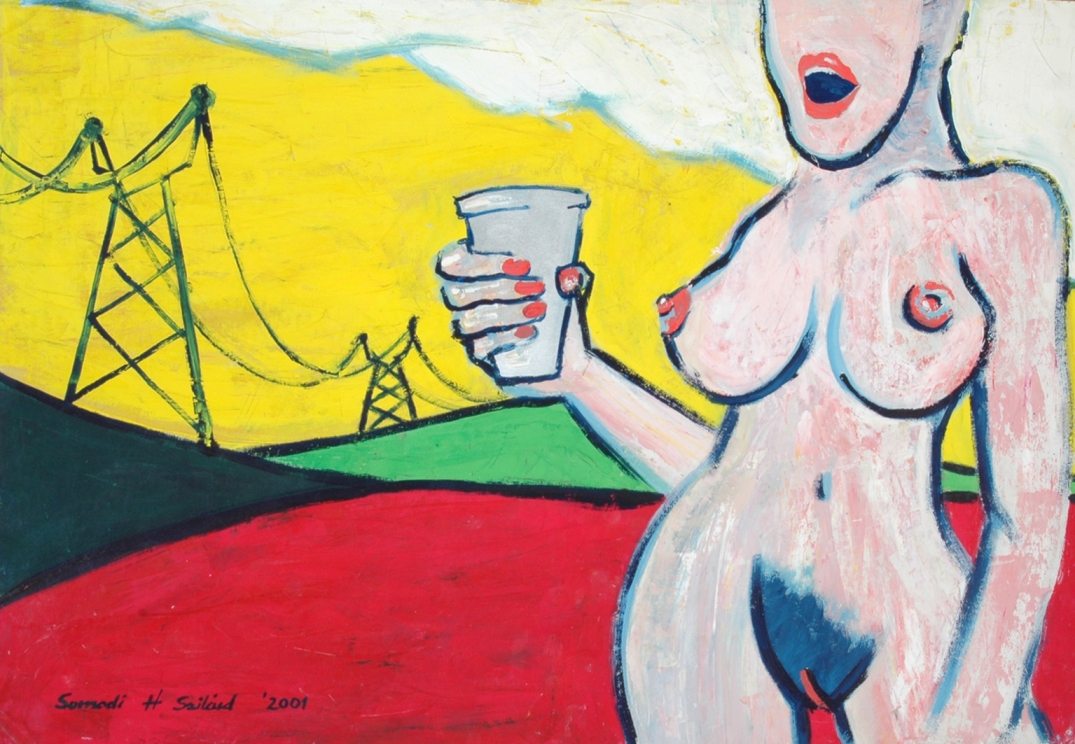
Modern tájban álló nő műanyag pohárral (2001)
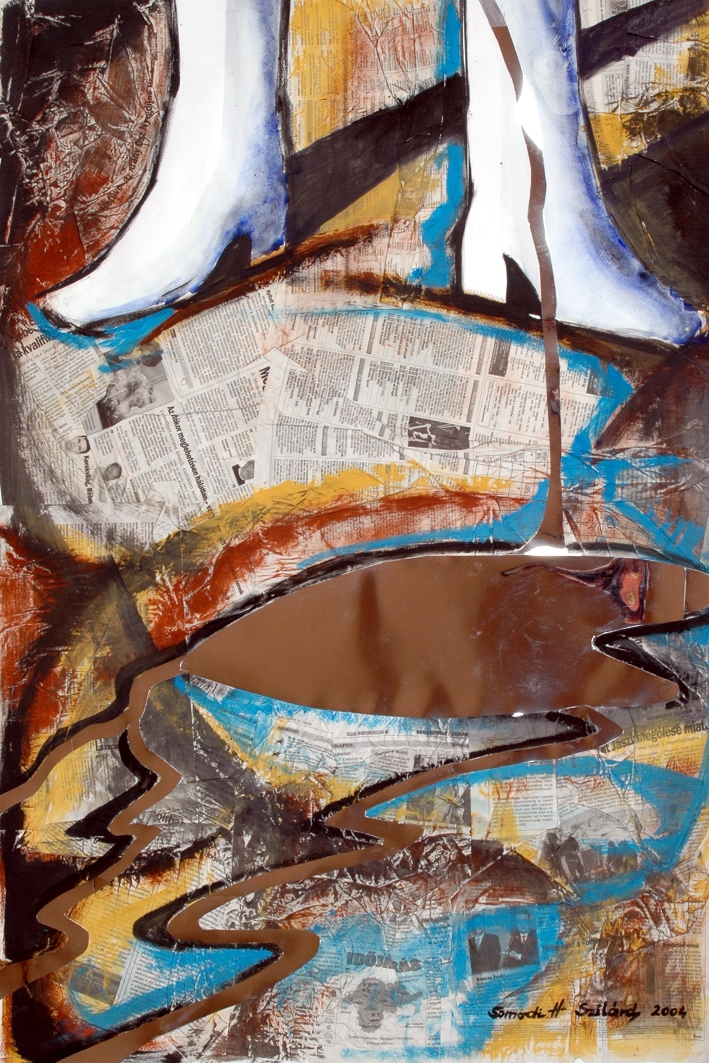
Hófoltot zúzok a sárban (2004)
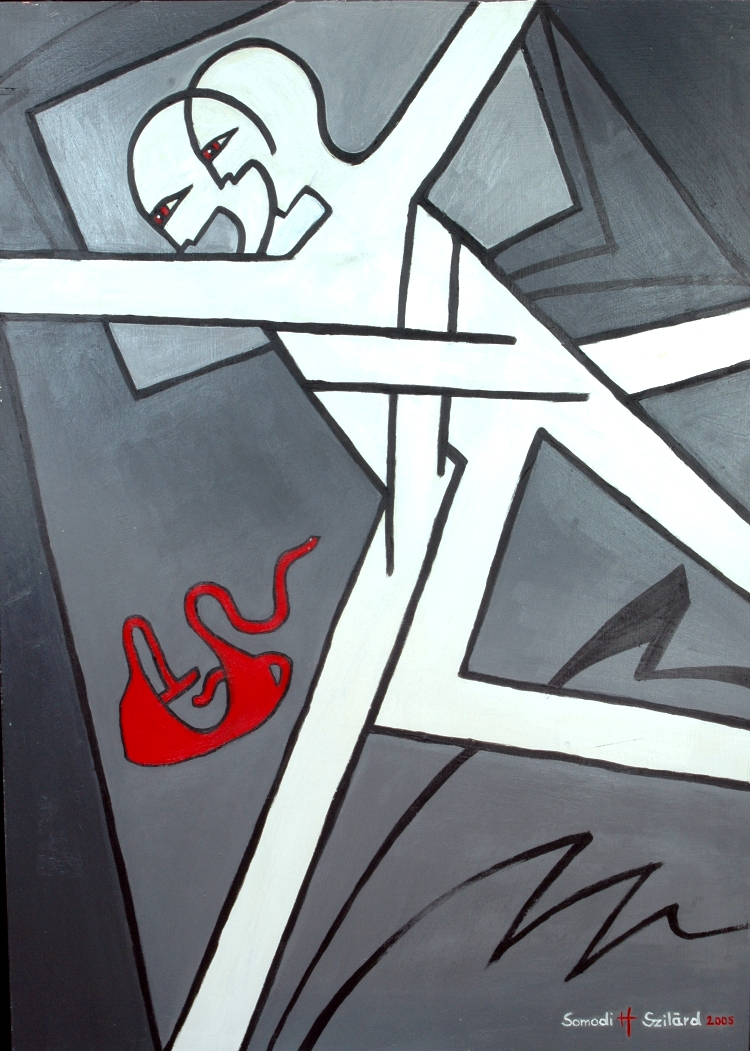
Munka után jól esik a projekt (2005)
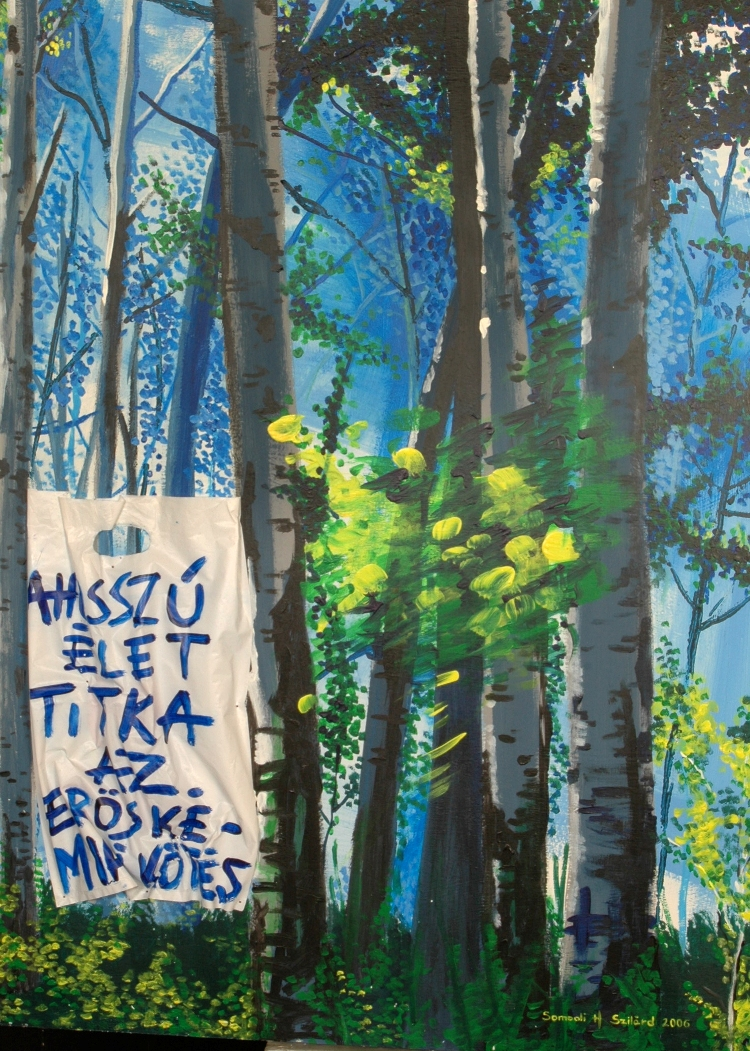
A fák meghalnak, de a reklámszatyor tovább él (2006)
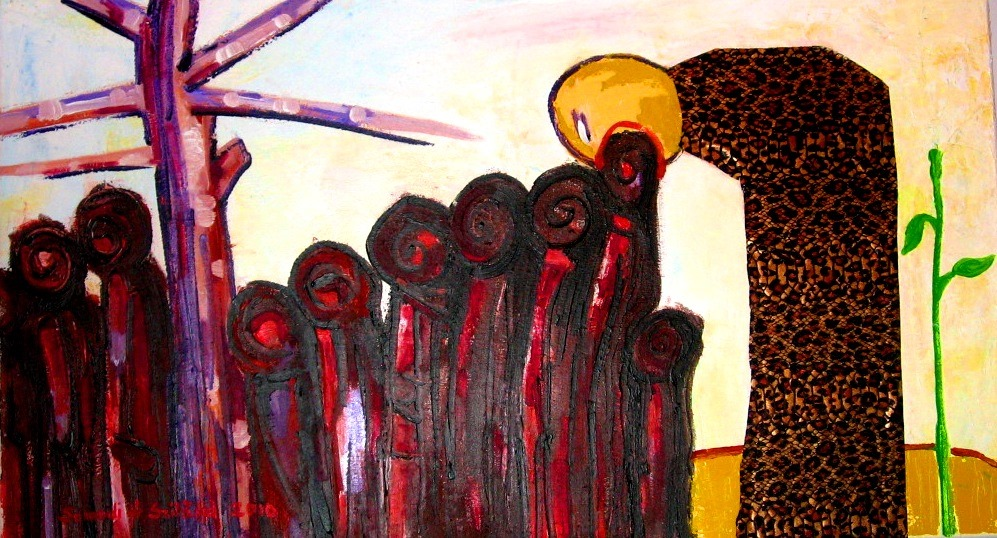
Egy ember megkóstolja a kerítést, de ma sincs kolbászból (2010)
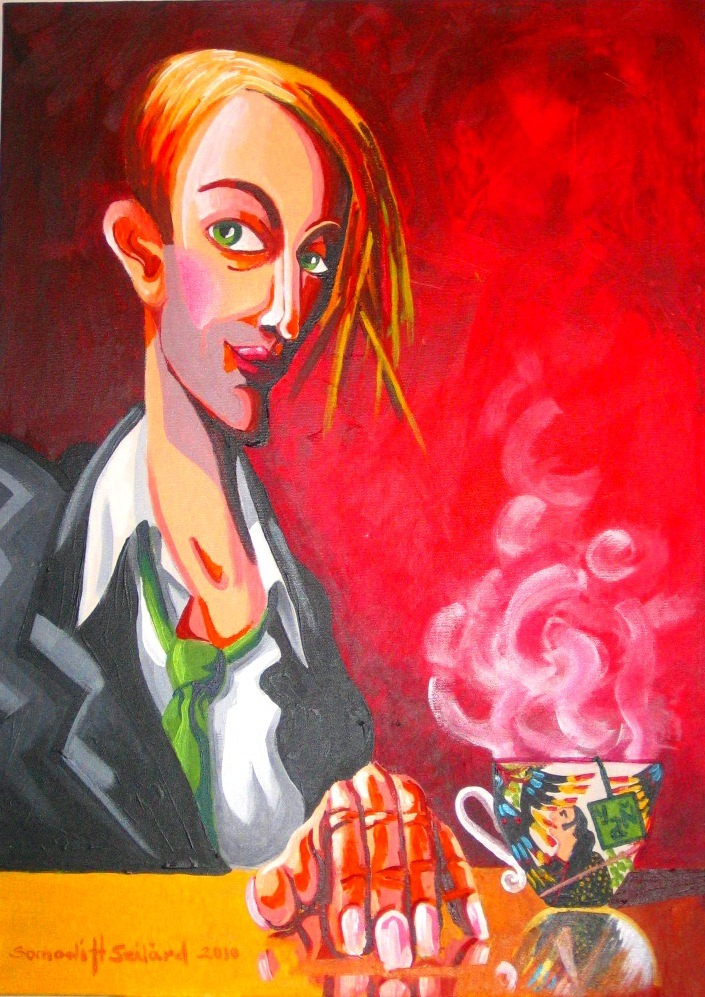
Magyar csávó kínai csészéből orosz teát (2010)
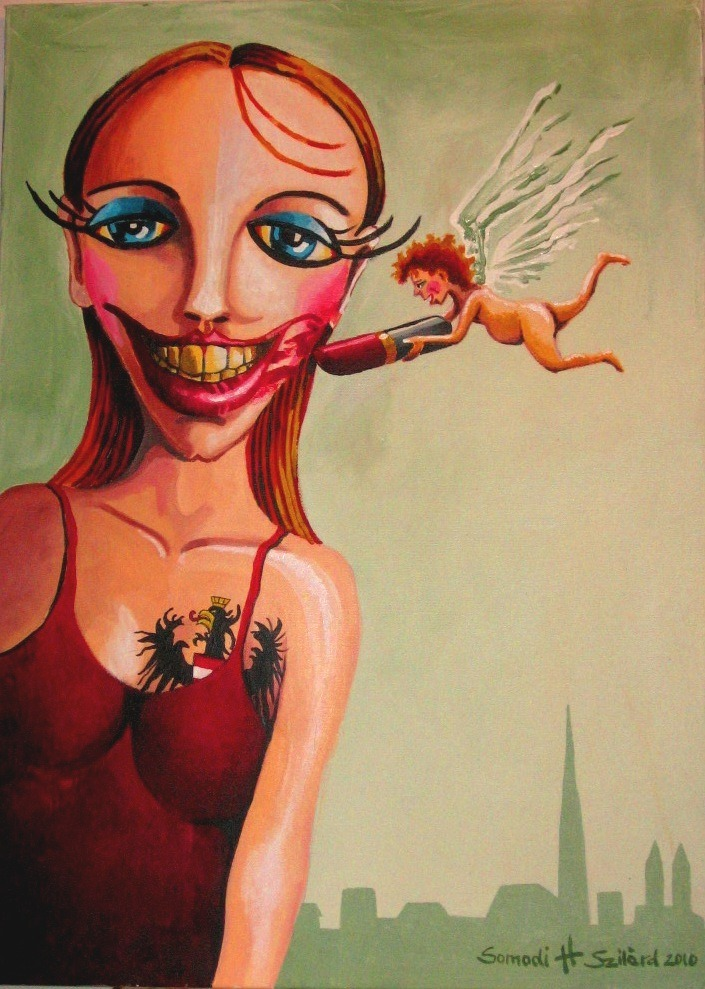
Osztrák turista magyar műfogsorral (2010)
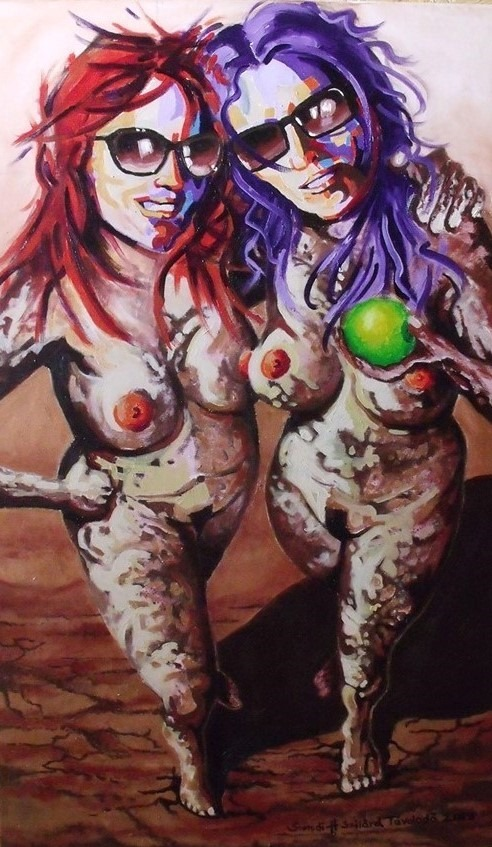
Lilith és Éva (2019)
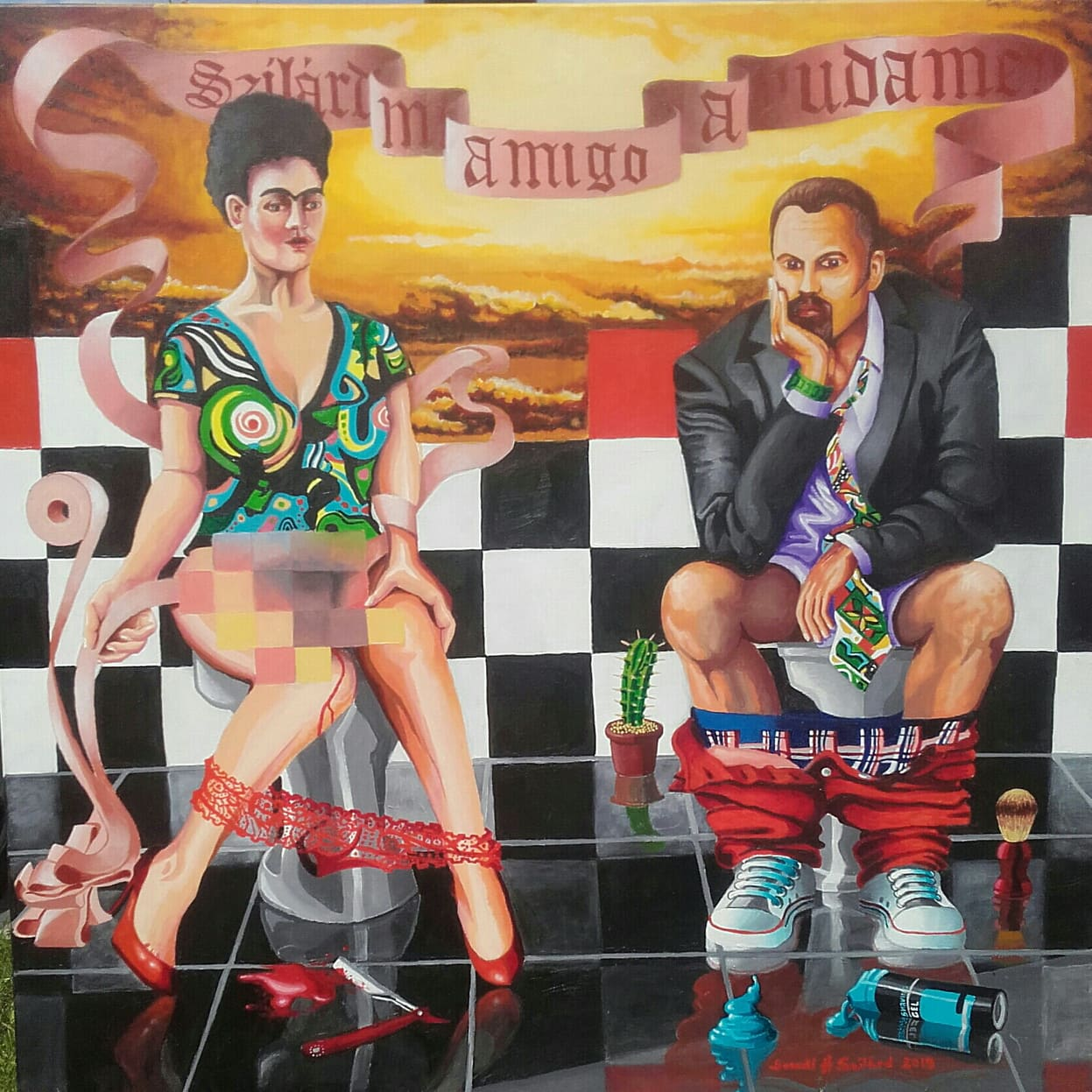
Kedves barátom Szilárd, segítenél megigazítani az elrontott bikinivonalamat. Frida Kahlora emlékezve (2019)

## Diszkográfia

### Nedvesorrú Kedves Állat
- Archaikus új tavasz. Maxi (2009)

### Somodi Cseszlovák és az Industrial Gipsy Mambo
- Újszeduxen (2010)
- Nem fáj, csak ha nevetek (2012)
- Lelki Fröccs helyett! (2013)

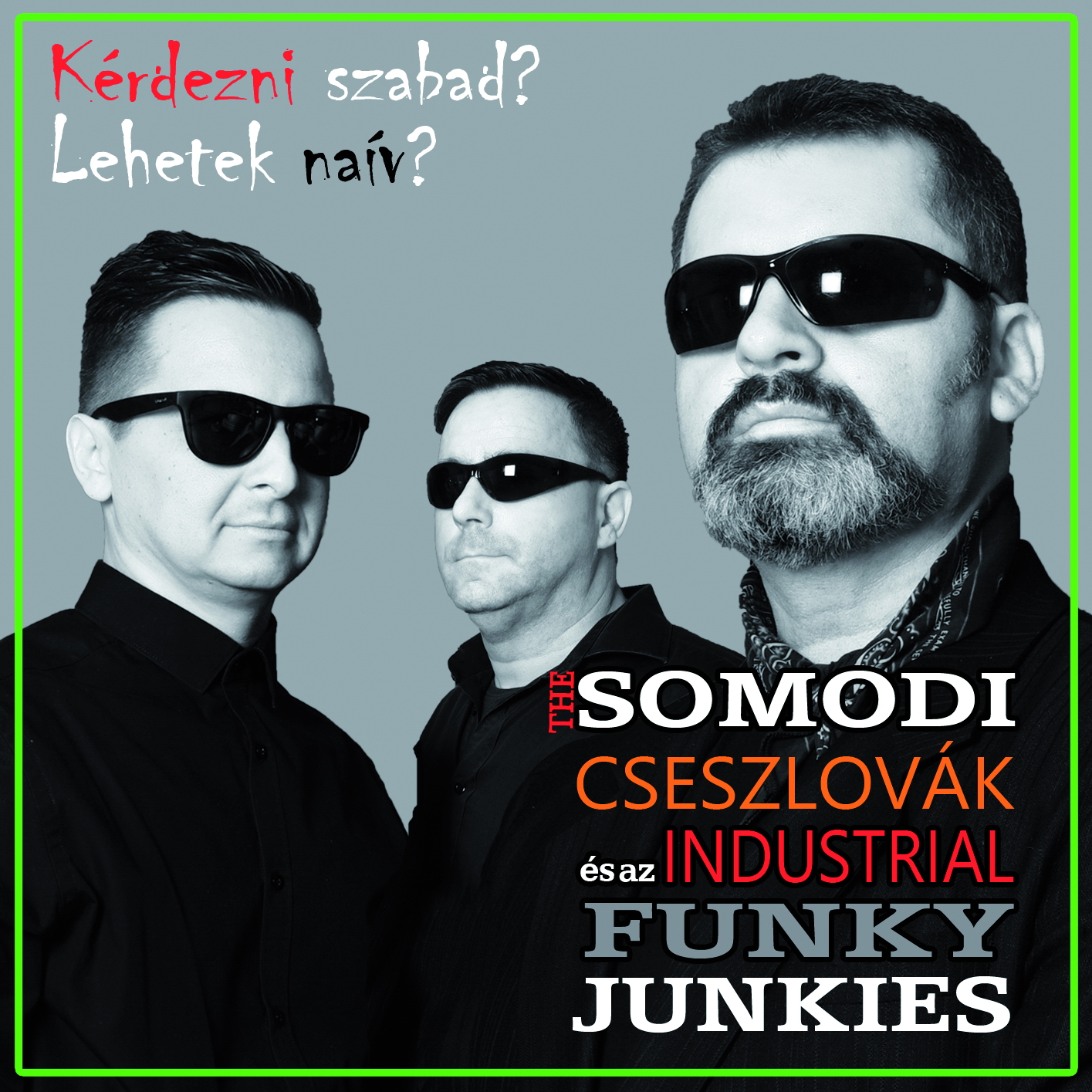
Kérdezni szabad? Lehetek Naiv? (2021)

- Az én városom Kazincbarcika, Maxi imázslemez (2015)[13]

### Somodi Cseszlovák és az Industrial Funky Junkies
- Kalandos hangulatjelentés öregedő fiataloknak (2016)
- Sajóivánka, Imázsfilm zene. Maxi (2019)[14]
- Kérdezni szabad? Lehetek Naiv? (2021)
- Visszatartott imák romlanak a szádban! (2025)

## Elismerései, díjai
- Kazincbarcika Közművelődéséért Művészeti díj (2014)[15]
- BarcikArt díj (2022)[16]

### Videók
- Somodi-Hornyák Szilárd kiállítása az ÁVG-ben Zemplén TV, 2014. március 2. (2:11)
- Megjelent Somodi-Hornyák Szilárd új lemeze KVTV Presszó, 2017. május 09.
- Somodi-Hornyák Szilárd lemezbemutatója KVTV Híradó, 2017. május 17.
- Porfogó című kiállításmegnyitó Kolortévé, Híradó, 2019. május 30.
- Mélyütés – egy kiállítás képei Kazincbarcikán Kolortévé, 2025. február 17.